# Ed McBain
Ed McBain (n. 15 octombrie 1926, New York City, New York, SUA – d. 6 iulie 2005, Weston⁠(d), Connecticut, SUA) a fost un autor și scenarist american. Născut ca Salvatore Albert Lombino, el a adoptat legal numele Evan Hunter în 1952. Deși a avut succes și a fost bine cunoscut sub numele Evan Hunter, a fost și mai bine cunoscut ca Ed McBain, nume pe care l-a folosit pentru cea mai mare parte a ficțiunii sale polițiste, începând din 1956. De asemenea, el a folosit pseudonimele John Abbott, Curt Cannon, Hunt Collins, Ezra Hannon și Richard Marsten, printre altele. Un mare succes la public este seria sa de literatură polițistă de procedură Secția 87, care a fost tradusă și în limba română și publicată de Editura Nemira.

## Viață
Salvatore Lombino s-a născut și a crescut în New York. A trăit în East Harlem până la 12 ani, când familia sa s-a mutat în Bronx. A urmat Liceul Junior Olinville, apoi liceul Evander Childs, înainte de a câștiga o bursă la Art Students League. Ulterior, a fost admis ca student la artă la Cooper Union. Lombino a servit în Marină în cel de-al Doilea Război Mondial și a scris mai multe povestiri în timp ce slujea la bordul unui distrugător din Pacific. Cu toate acestea, niciuna dintre acestea nu a fost publicată decât după ce s-a consacrat ca autor în anii 1950.
După război, Lombino s-a întors la New York și a urmat cursurile Hunter College, mai ales de limba engleză și de psihologie, cu câteva cursuri de dramaturgie și educație, și a absolvit Phi Beta Kappa. A publicat o coloană săptămânală în ziarul Hunter College sub numele de „S. A. Lombino”. În 1981, Lombino a fost introdus în Sala Faimei a Hunter College, unde a fost onorat pentru realizări profesionale deosebite. 
În timp ce căuta să înceapă o carieră ca scriitor, Lombino a ocupat o varietate de locuri de muncă, inclusiv 17 zile ca profesor la Liceul Vocational Bronx în septembrie 1950. Această experiență va forma ulterior baza romanului său Blackboard Jungle (1954), publicat ca Evan Hunter.
În 1951, Lombino a ocupat un post de redactor executiv pentru Agenția Literară Scott Meredith, lucrând cu autori precum Poul Anderson, Arthur C. Clarke, Lester del Rey, Richard S. Prather și PG Wodehouse. A făcut prima vânzare a unei povestiri profesioniste în același an, o poveste science-fiction intitulată „Bine ați venit, marțieni!” - "Welcome, Martians!", publicată ca S.A. Lombino. 
Ca Evan Hunter, a devenit cunoscut cu romanul său Blackboard Jungle (1954) care descrie criminalitatea în rândul minorilor și sistemul școlar public din New York. Adaptarea filmului a urmat în 1955.
În această epocă, Hunter a scris numeroase lucrări de ficțiune. Agenții săi l-au sfătuiți că dacă publică prea multă ficțiune ca Evan Hunter, acest lucru ar putea să-i slăbească reputația literară. În consecință, în anii 1950 Hunter a folosit pseudonimele Curt Cannon, Hunt Collins și Richard Marsten pentru o mare parte din ficțiunile sale polițiste. Un autor prolific în mai multe genuri, Hunter a publicat, de asemenea, aproximativ două duzini de povestiri științifico-fantastice și patru romane științifico-fantastice între 1951 și 1956, sub numele de S.A. Lombino, Evan Hunter, Richard Marsten, D.A. Addams și Ted Taine.
Sub numele Hunter, romanele sale au apărut constant pe parcursul anilor 1960, 1970 și începutul anilor 1980, inclusiv Come Winter (1973) și Lizzie (1984). Hunter a avut succes și ca scenarist pentru film și televiziune. El a scris scenariul pentru filmul lui Hitchcock, The Birds (1963), adaptare liberă a unei nuvele din 1952 a scriitoarei Daphne du Maurier. În procesul de adaptare a romanului lui Winston Graham, Marnie (1961), pentru Hitchcock, Hunter și regizorul nu au fost de acord cu scena violului, iar scriitorul a fost dat la o parte. Celelalte scenarii ale lui Hunter au inclus Strangers When We Meet (1960), bazat pe propriul său roman din 1958 sau Fuzz (1972), bazat pe romanul său eponim din seria 87th Precinct din 1968, pe care îl scrisese ca Ed McBain.

### Premii
- Nominalizarea la Premiul Edgar pentru cea mai bună povestire scurtă, „The Last Spin” (Manhunt, sept. 1956)
- Nominalizarea la Premiul Edgar Arhivat în 27 septembrie 2018, la Wayback Machine. pentru cel mai bun film, The Birds (1964)
- Nominalizarea la Premiul Edgar pentru cea mai bună povestire scurtă, „Sardinian Incident” (Playboy, oct. 1971)
- Grand Master, Mystery Writers of America (1986)
- Diamond Dagger, British Crime Writers Assn (primul destinatar american, 1998)
- Nominalizare la Premiul Anthony Arhivat în 7 februarie 2012, la Wayback Machine. pentru cea mai bună serie a secolului (2000)
- Nominalizare la Premiul Edgar pentru cel mai bun roman, Money, Money, Money (2002)

## Lucrări

### Romane
Romane fantastice sau științifico-fantastice
- Find the Feathered Serpent (1952)
- Danger: Dinosaurs! (1953)
- Rocket to Luna (1953)
- Tomorrow's World (1956)
- The Robot Lovers (1966) [ca Dean Hudson]
- Nobody Knew They Were There (1971)

Romane polițiste
- Leagănul morții. Alte Aventuri în Secția 87
- Omoară-mă, dacă poți. Insomnie în Secția 87
- Sărutul morții. Nopți albe în Secția 87
- Cifrul, Secția 87
- Caraliii, Secția 87
- Ascultă și mori, Secția 87
- Scamatorii - Premiul GRAND MASTER pentru roman polițist
- Șansa lui Hardy
- Otrava

### Scenarii scrise
- Strangers When We Meet (1960)
- Păsările (1963)
- Fuzz (1972)
- Walk Proud (1979)

### Adaptări pentru film
- Blackboard Jungle (1955) de Richard Brooks, pe baza Blackboard Jungle
- High and Low (1963) de Akira Kurosawa, pe baza King's Ransom
- Mister Buddwing (1966) de Delbert Mann, pe baza Buddwing
- Last Summer (1969) de Frank Perry, pe baza Last Summer
- Sans mobil aparent (1971) de Philippe Labro, pe baza Ten Plus One
- Blood Relatives (1978) de Claude Chabrol, pe baza Blood Relatives
- Lonely Heart (1981) de Kon Ichikawa, pe baza Lady, Lady, I Did It

## Legături externe
- Site web oficial
- Evan Hunter la Internet Movie Database
- Evan Hunter la Internet Speculative Fiction Database